# Wolfgang Seuss
Wolfgang Seuss (ur. 1907 w Norymberdze, zm. 27 sierpnia 1979 w Pfaffenhofen an der Ilm) – zbrodniarz nazistowski, członek załogi niemieckich obozów koncentracyjnych Natzweiler-Struthof i Dachau oraz SS-Hauptscharführer. 
W czasie II wojny światowej pełnił służbę w obozach Natzweiler-Struthof (sprawował tu funkcję zastępcy Schutzhaftlagerführera) i Dachau. W piątym procesie załogi Natzweiler-Struthof przed francuskim Trybunałem Wojskowym w Metz skazany został 2 lipca 1954 na karę śmierci przez rozstrzelanie. Seuss złożył kasację od wyroku i w grudniu 1954 został on anulowany. Po kolejnym procesie przed Trybunałem w Metz skazany został on jednak 17 maja 1955 ponownie na karę śmierci przez rozstrzelanie. Jednak po interwencji Konrada Adenauera i niemieckiego kościoła ostatecznie zwolniono go z więzienia, a następnie deportowano do Republiki Federalnej Niemiec. Tu z kolei Seuss został osądzony za zbrodnie popełnione w Dachau przez sąd w Monachium. 22 czerwca 1960 otrzymał wyrok dożywotniego pozbawienia wolności za zamordowanie dwóch więźniów narodowości żydowskiej. W 1970 roku został ułaskawiony.